# Ramon Pascal Lundqvist
Ramon Pascal Lundqvist, né le 10 mai 1997 à Algutsrum en Suède, est un footballeur suédois qui évolue au poste de milieu de terrain au IFK Göteborg.

## Biographie

### PSV Eindhoven
Ramon Pascal Lundqvist est formé dans le club suédois de Kalmar FF, il est ensuite repéré par le PSV Eindhoven qui le recrute et où il poursuit sa formation. Il fait ses débuts lors d'un match de championnat, le 10 septembre 2016, sur la pelouse du NEC Nimègue. Il entre en jeu à la place de Bart Ramselaar et le PSV gagne par 4 buts à 0.
Le 23 novembre 2016, il découvre la Ligue des champions, en entrant en jeu à la place de Davy Pröpper, lors d'une défaite de son équipe 2-0 contre l'Atlético Madrid.

### NAC Breda
Le 17 janvier 2019, il rejoint le NAC Breda, avec qui il s'engage jusqu'en 2021.
Son expérience à Breda s'avère être un échec, avec zéro buts inscrits en 17 matchs de championnat.

### FC Groningue
Le 7 juin 2019, est annoncé le transfert de Ramon Pascal Lundqvist au FC Groningue, où il devient le quatorzième joueur suédois de l'histoire du club,.
Lors de la saison 2019-2020, il inscrit cinq buts en Eredivisie avec cette équipe.

### Panathinaïkos
Le 26 août 2021, Ramon Pascal Lundqvist est prêté au Panathinaïkos pour une saison avec option d'achat. Il joue son premier match le 11 septembre 2021, lors de la première journée de la saison 2021-2022 de Superleague Elláda, contre l'Apollon Smyrnis. Il est titularisé et son équipe s'impose largement par quatre buts à zéro.

### Sarpsborg 08 FF
Ramon Pascal Lundqvist quitte définitivement le FC Groningue le 7 mars 2023, pour rejoindre le Sarpsborg 08 FF et il signe un contrat d'un an, soit jusqu'en décembre 2023.

### Göztepe SK
Le 5 janvier 2024, Ramon Pascal Lundqvist rejoint la Turquie afin de s'engager en faveur du Göztepe SK, pour un contrat de deux ans et demi, soit jusqu'en juin 2026.

### En sélection
Lundqvist est sélectionné dans les équipes nationales de jeunes, des moins de 15 ans jusqu'aux moins de 19 ans.